# Haemodracon
Genre
Haemodracon est un genre de geckos de la famille des Phyllodactylidae.

## Répartition
Les espèces de ce genre sont endémiques de l'île de Socotra.

## Description
Ce sont des geckos nocturnes et arboricoles.

## Liste des espèces
Selon The Reptile Database (11 février 2013) :
- Haemodracon riebeckii (Peters, 1882)
- Haemodracon trachyrhinus (Boulenger, 1899)

## Publication originale
- Bauer, Good & Branch, 1997 : The taxonomy of the southern African leaf-toed geckos (Squamata: Gekkonidae), with a review of Old World Phyllodactylus and the description of five new genera. Proceedings of the California Academy of Sciences, ser. 4, vol. 49, no 14, p. 447-497 (texte intégral).